# Aryna Sabalenka
Aryna Sjarhejeuna Sabalenka (belarussisch Арына Сяргееўна Сабаленка; * 5. Mai 1998 in Minsk) ist eine belarussische Tennisspielerin. Ihre bisher größten Erfolge sind der Gewinn der Australian Open 2023 und 2024 sowie der US Open 2024 im Einzel und der Gewinn der Australian Open 2021 und der US Open 2019 jeweils im Doppel.

## Karriere
Sabalenka, die im Alter von sechs Jahren mit dem Tennisspielen begann, debütierte 2012 auf der ITF Women’s World Tennis Tour. 2015 gewann sie ihre ersten Profititel, darunter einer bei einem Turnier der $25.000-Kategorie in Pune. Im Jahr darauf startete sie in Rabat erstmals in der Qualifikation eines Turniers auf der WTA Tour und schied in der zweiten Runde aus.
Nach ihrem bis dahin größten Triumph bei einem Turnier der $50.000-Kategorie in Tianjin trat Sabalenka bei den US Open erstmals in der Qualifikation eines Grand-Slam-Turniers an, verlor jedoch auch dort in der zweiten Runde. Gegen Saisonende kam sie in St. Petersburg bei einem ITF-Turnier der $100.000-Kategorie ins Halbfinale und gewann in Toyota anschließend ihren zweiten ITF-Titel der $50.000-Kategorie.
2016 gab Sabalenka beim 3:2-Playofferfolg gegen Russland ihren Einstand für die belarussische Fed-Cup-Mannschaft. Seitdem hat sie für ihr Land 21 Begegnungen im Einzel und Doppel bestritten, von denen sie elf gewinnen konnte (Einzelbilanz 10:6).
Anfang 2017 gelang Sabalenka in Dubai erstmals die Qualifikation für ein WTA-Turnier, zum Auftakt verlor sie jedoch gegen Kateryna Bondarenko. Auf Rasen erreichte sie dann das Halbfinale beim ITF-Turnier der $100.000-Kategorie in Manchester, bevor ihr in Wimbledon erstmals der Sprung in das Hauptfeld eines Grand-Slam-Turniers gelang. Nach einem Erfolg über Irina Chromatschowa zog sie dort auf Anhieb in die zweite Runde ein, in der sie Carina Witthöft unterlag. Durch das Erreichen ihres ersten WTA-Halbfinals in Taschkent kletterte Sabalenka erstmals in die Top 100 der Weltrangliste.
Noch im selben Jahr bestritt sie in Tianjin ihr erstes Endspiel auf der Damentour, das sie gegen Marija Scharapowa verlor. Zum Saisonabschluss gewann sie dann bei einem Turnier der WTA Challenger Series in Mumbai nach einem Erfolg im Finale über Dalila Jakupović ihren bis dahin größten Titel.
2018 folgte für Sabalenka der internationale Durchbruch. Nach verhaltenem Auftakt in die Saison mit einer dritten Runde in Indian Wells erreichte sie im Anschluss in Lugano auf Sandplatz ihr zweites WTA-Finale, in dem sie sich Elise Mertens geschlagen geben musste. Beim Rasenturnier in Eastbourne konnte sie dann mit Karolína Plíšková erstmals eine Spielerin aus den Top 10 im Ranking schlagen und zog durch einen Erfolg im darauffolgenden Match gegen Agnieszka Radwańska zum ersten Mal in das Finale eines Premier-Turniers ein, in dem sie jedoch von Caroline Wozniacki besiegt wurde. In Montreal setzte sich Sabalenka zu Beginn der amerikanischen Hartplatzsaison gegen die Dänin durch und erreichte das Achtelfinale.
Anschließend gelang Sabalenka in Cincinnati nach zwei weiteren Top-10-Siegen über Plíšková und Caroline Garcia das Erreichen des Halbfinals, in dem sie gegen Simona Halep ausschied, bevor sie in New Haven durch Erfolge über Julia Görges im Halbfinale sowie einem Endspielsieg gegen Carla Suárez Navarro schließlich ihren ersten WTA-Titel feiern konnte. Bei den US Open besiegte sie in der Folgewoche in der dritten Runde Petra Kvitová und kam damit erstmals in ein Achtelfinale eines Grand-Slam-Turniers, in dem sie der späteren Siegerin Naomi Ōsaka unterlag. Den größten Saisonerfolg konnte Sabalenka im Anschluss in Asien feiern, wo sie in Wuhan nach einem Sieg im Endspiel über Anett Kontaveit ihren ersten Titel bei einem Premier-5-Turnier errang, und danach in Peking eine weitere Viertelfinalteilnahme erzielte. Als Weltranglistenelfte qualifizierte sie sich 2018 zum ersten Mal für die WTA Elite Trophy in Zhuhai, schied jedoch nach einem Sieg über Ashleigh Barty sowie einer Niederlage gegen Caroline Garcia in der Vorrunde aus.
Zum Auftakt der Saison 2019 setzte sich Sabalenka im Finale von Shenzhen gegen Alison Riske durch und gewann damit ihren dritten WTA-Titel. Nach dem Einzug ins Halbfinale von St. Petersburg, in dem sie gegen Kiki Bertens ausschied, erzielte sie mit Platz neun ihre bislang höchste Weltranglistenposition. Außerdem tat sie sich zu Beginn des Jahres im Doppel mit Elise Mertens zusammen und triumphierte an deren Seite bei den aufeinanderfolgenden Premier Mandatory-Turnieren in Indian Wells und Miami.
Im Einzel hingegen verflachte die Form Sabalenkas, die bis zum Start der amerikanischen Hartplatzsaison nur ein Halbfinale in Straßburg erreichen konnte und in Paris in der zweiten, in Wimbledon bereits in der Auftaktrunde scheiterte, bevor sie in San José ihr zweites Saisonfinale erreichte, das sie aber gegen Zheng Saisai verlor. Den größten Erfolg ihrer Karriere landete Sabalenka dann mit dem Gewinn ihres ersten Grand-Slam-Titels in der Doppelkonkurrenz der US Open nach einem Sieg im Endspiel gegen Wiktoryja Asaranka und Ashleigh Barty.
Da die beiden davor auch bei den French Open das Halbfinale erzielt hatten, kletterte Sabalenka im Anschluss bis auf Platz zwei der WTA-Doppelweltrangliste. In Asien konnte sie im Einzel ihre Erfolge aus dem Vorjahr bestätigen und verteidigte dabei ihren Titel in Wuhan, wo sie sich im Finale abermals gegen Alison Riske durchsetzte. Dadurch gelang Sabalenka zum zweiten Mal in Folge die Qualifikation für die WTA Elite Trophy in Zhuhai. Nach zwei Siegen in der Gruppenphase gegen Maria Sakkari und Elise Mertens rückte sie ins Halbfinale vor und schlug dort Karolína Muchová. Das Endspiel gewann sie schließlich gegen Kiki Bertens und beendete damit die Saison wie im Jahr zuvor auf Rang elf. Mit Mertens zusammen nahm sie zum Jahresabschluss erstmals an der Doppelentscheidung der WTA Championships in Shenzhen teil. Dort kamen die beiden trotz eines Sieges gegen Chan Hao-ching und Latisha Chan aufgrund zweier verlorener Partien gegen Tímea Babos und Kristina Mladenovic sowie Anna-Lena Grönefeld und Demi Schuurs jedoch nicht über die Gruppenphase hinaus.
Anfang 2020 erreichte Sabalenka nach einem Sieg gegen Simona Halep das Halbfinale von Adelaide, in dem sie sich Dajana Jastremska geschlagen geben musste. Nach einem Erstrundenausscheiden bei den Australian Open kam sie in Dubai ins Viertelfinale und feierte anschließend in Doha durch einen Erfolg im Finale über Petra Kvitová ihren dritten Triumph bei einem Turnier der Premier-5-Kategorie, ehe die Saison coronabedingt abgebrochen werden musste. Nach Wiederaufnahme der Saison gewann sie in Ostrava gegen Wiktoryja Asaranka und in Linz gegen Elise Mertens im Einzel sowie gemeinsam mit Mertens im Doppel gegen Gabriela Dabrowski und Luisa Stefani. Sie beendete die Saison erstmals auf Platz zehn der WTA-Einzelweltrangliste.
Bereits im ersten Turnier der Saison 2021 konnte Sabalenka in Abu Dhabi ihren ersten Turniersieg des Jahres feiern, wo ihr Weronika Kudermetowa im Finale unterlag. Bei den Australian Open 2021 kam sie im Einzel zwar nicht über das Achtelfinale hinaus, konnte jedoch im Doppel mit Elise Mertens das Turnier im Finale gegen Barbora Krejčíková und Kateřina Siniaková gewinnen. Damit erreichte sie ihren zweiten Grand-Slam-Titel im Doppel.
Anschließend kletterte sie erstmals auf Platz eins der WTA-Doppelweltrangliste und erklärte, sich künftig mehr auf ihre Einzelkarriere konzentrieren zu wollen. Im Mai gewann sie in Madrid ihr erstes Turnier der Kategorie WTA 1000 (ehemals Premier Mandatory) gegen Ashleigh Barty. Ebenso war es ihr erster Erfolg auf Sand. Im Januar 2023 gewann sie mit Australian Open ihren ersten Grand-Slam-Titel durch einen Finalsieg gegen Jelena Rybakina.
Bei den US Open zog sie im selben Jahr ins Finale ein, verlor dieses jedoch in drei Sätzen gegen Coco Gauff. Nur wenige Monate später, im Januar 2024, wiederholte sie ihren Erfolg vom Vorjahr und sicherte sich ihren zweiten Grand-Slam-Titel im Finale der Australian Open gegen Zheng Qinwen.

## Turniersiege

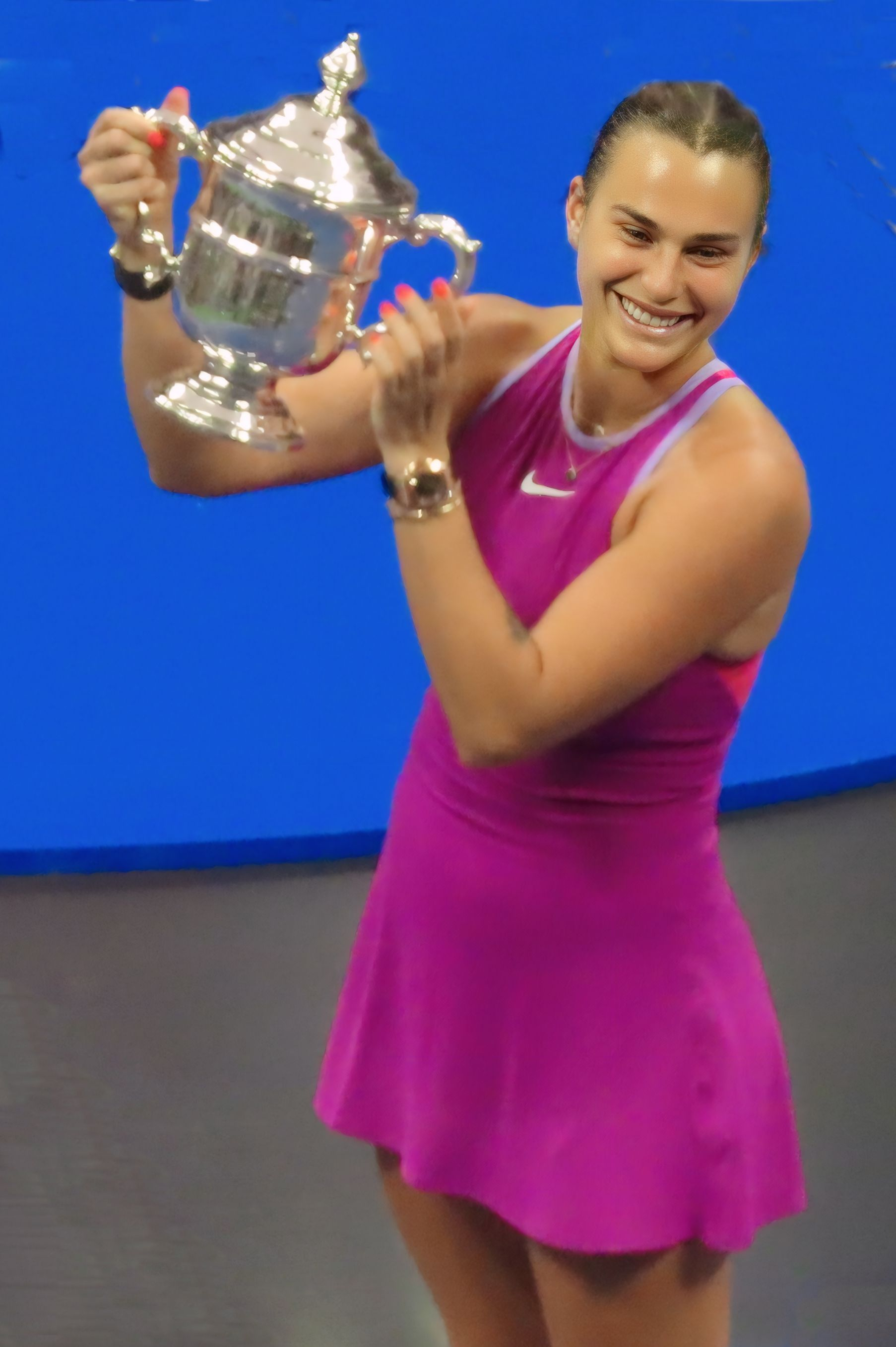
Aryna Sabalenka mit der Trophäe nach dem Gewinn der US Open (2024)

### Einzel
| Nr. | Datum              | Turnier             | Kategorie         | Belag             | Finalgegnerin             | Ergebnis       |
| --- | ------------------ | ------------------- | ----------------- | ----------------- | ------------------------- | -------------- |
| 1.  | 4. Oktober 2015    | Antalya             | ITF $10.000       | Hartplatz         | Daiana Negreanu           | 6:3, 7:5       |
| 2.  | 11. Oktober 2015   | Antalya             | ITF $10.000       | Hartplatz         | Nicoleta-Cătălina Dascălu | 6:4, 6:74, 7:5 |
| 3.  | 26. Dezember 2015  | Pune                | ITF $25.000       | Hartplatz         | Wiktorija Kamenskaja      | 6:3, 6:4       |
| 4.  | 29. Mai 2016       | Tianjin             | ITF $50.000       | Hartplatz         | Nina Stojanović           | 5:7, 6:3, 6:1  |
| 5.  | 20. November 2016  | Toyota              | ITF $50.000+H     | Teppich (Halle)   | Lizette Cabrera           | 6:2, 6:4       |
| 6.  | 26. November 2017  | Mumbai              | WTA Challenger    | Hartplatz         | Dalila Jakupović          | 6:2, 6:3       |
| 7.  | 25. August 2018    | New Haven           | WTA Premier       | Hartplatz         | Carla Suárez Navarro      | 6:1, 6:4       |
| 8.  | 29. September 2018 | Wuhan (1)           | WTA Premier 5     | Hartplatz         | Anett Kontaveit           | 6:3, 6:3       |
| 9.  | 5. Januar 2019     | Shenzhen            | WTA International | Hartplatz         | Alison Riske              | 4:6, 7:62, 6:3 |
| 10. | 28. September 2019 | Wuhan (2)           | WTA Premier 5     | Hartplatz         | Alison Riske              | 6:3, 3:6, 6:1  |
| 11. | 27. Oktober 2019   | Zhuhai              | WTA Elite Trophy  | Hartplatz         | Kiki Bertens              | 6:4, 6:2       |
| 12. | 29. Februar 2020   | Doha                | WTA Premier 5     | Hartplatz         | Petra Kvitová             | 6:3, 6:3       |
| 13. | 25. Oktober 2020   | Ostrava             | WTA Premier       | Hartplatz (Halle) | Wiktoryja Asaranka        | 6:2, 6:2       |
| 14. | 15. November 2020  | Linz                | WTA International | Hartplatz (Halle) | Elise Mertens             | 7:5, 6:2       |
| 15. | 13. Januar 2021    | Abu Dhabi           | WTA 500           | Hartplatz         | Weronika Kudermetowa      | 6:2, 6:2       |
| 16. | 8. Mai 2021        | Madrid (1)          | WTA 1000          | Sand              | Ashleigh Barty            | 6:0, 3:6, 6:4  |
| 17. | 8. Januar 2023     | Adelaide            | WTA 500           | Hartplatz         | Linda Nosková             | 6:3, 7:64      |
| 18. | 28. Januar 2023    | Australian Open (1) | Grand Slam        | Hartplatz         | Jelena Rybakina           | 4:6, 6:3, 6:4  |
| 19. | 6. Mai 2023        | Madrid (2)          | WTA 1000          | Sand              | Iga Świątek               | 6:3, 3:6, 6:3  |
| 20. | 27. Januar 2024    | Australian Open (2) | Grand Slam        | Hartplatz         | Zheng Qinwen              | 6:3, 6:2       |
| 21. | 19. August 2024    | Cincinnati          | WTA 1000          | Hartplatz         | Jessica Pegula            | 6:3, 7:5       |
| 22. | 7. September 2024  | US Open             | Grand Slam        | Hartplatz         | Jessica Pegula            | 7:5, 7:5       |
| 23. | 13. Oktober 2024   | Wuhan (3)           | WTA 1000          | Hartplatz         | Zheng Qinwen              | 6:3, 5:7, 6:3  |
| 24. | 5. Januar 2025     | Brisbane            | WTA 500           | Hartplatz         | Polina Kudermetowa        | 4:6, 6:3, 6:2  |
| 25. | 30. März 2025      | Miami               | WTA 1000          | Hartplatz         | Jessica Pegula            | 7:5, 6:2       |
| 26. | 3. Mai 2025        | Madrid (3)          | WTA 1000          | Sand              | Coco Gauff                | 6:3, 7:63      |

### Doppel
| Nr. | Datum             | Turnier         | Kategorie             | Belag             | Partnerin            | Finalgegnerinnen                      | Ergebnis          |
| --- | ----------------- | --------------- | --------------------- | ----------------- | -------------------- | ------------------------------------- | ----------------- |
| 1.  | 3. Oktober 2015   | Antalya         | ITF $10.000           | Hartplatz         | Vivien Juhászová     | Ayla Aksu Anita Husarić               | 6:1, 6:3          |
| 2.  | 19. November 2017 | Taipeh          | WTA Challenger        | Teppich (Halle)   | Weronika Kudermetowa | Monique Adamczak Naomi Broady         | 2:6, 7:65, [10:6] |
| 3.  | 16. März 2019     | Indian Wells    | WTA Premier Mandatory | Hartplatz         | Elise Mertens        | Barbora Krejčíková Kateřina Siniaková | 6:3, 6:2          |
| 4.  | 30. März 2019     | Miami           | WTA Premier Mandatory | Hartplatz         | Elise Mertens        | Samantha Stosur Zhang Shuai           | 7:67, 6:2         |
| 5.  | 8. September 2019 | US Open         | Grand Slam            | Hartplatz         | Elise Mertens        | Ashleigh Barty Wiktoryja Asaranka     | 7:5, 7:5          |
| 6.  | 25. Oktober 2020  | Ostrava         | WTA Premier           | Hartplatz (Halle) | Elise Mertens        | Gabriela Dabrowski Luisa Stefani      | 6:1, 6:3          |
| 7.  | 19. Februar 2021  | Australian Open | Grand Slam            | Hartplatz         | Elise Mertens        | Barbora Krejčíková Kateřina Siniaková | 6:2, 6:3          |
| 8.  | 20. Juni 2021     | Berlin          | WTA 500               | Rasen             | Wiktoryja Asaranka   | Nicole Melichar Demi Schuurs          | 4:6, 7:5, [10:4]  |

## Abschneiden bei hochrangigen Turnieren

### Einzel
Die Tabelle listet die Ergebnisse der Grand-Slam-Turniere, der Tour Championships, der Olympischen Spiele, des Fed Cups bzw. Billie Jean King Cups und der Turniere folgender Kategorien auf: 1990–2008: Tier I, 2009–2020: Premier Mandatory und Premier 5, ab 2021: WTA 1000.
| Turnier              | 2016 | 2017 | 2018 | 2019 | 2020 | 2021 | 2022 | 2023 | 2024 | 2025 | Karriere |
| -------------------- | ---- | ---- | ---- | ---- | ---- | ---- | ---- | ---- | ---- | ---- | -------- |
| Australian Open      | —    | Q2   | 1    | 3    | 1    | AF   | AF   | S    | S    | F    | 2 × S    |
| French Open          | —    | Q1   | 1    | 2    | 3    | 3    | 3    | HF   | VF   | F    | 1 × F    |
| Wimbledon            | —    | 2    | 1    | 1    |      | HF   | —    | HF   | —    | HF   | 3 × HF   |
| US Open              | Q2   | Q1   | AF   | 2    | 2    | HF   | HF   | F    | S    |      | 1 × S    |
| WTA Finals           | —    | —    | —    | —    |      | RR   | F    | HF   | HF   |      | 1 × F    |
| Doha                 | —    |      | —    |      | S    |      | VF   |      | —    | 2    | 1 × S    |
| Dubai                |      | 1    |      | AF   |      | VF   |      | VF   | 3    | AF   | 2 × VF   |
| Indian Wells         | —    | —    | 3    | AF   |      | —    | 2    | F    | AF   | F    | 2 × F    |
| Miami                | —    | —    | 2    | 2    |      | VF   | 2    | VF   | 3    | S    | 1 × S    |
| Rom                  | —    | —    | 1    | 1    | —    | AF   | HF   | 2    | F    | VF   | 1 × F    |
| Madrid               | —    | —    | 1    | 1    |      | S    | 1    | S    | F    | S    | 3 × S    |
| Cincinnati           | —    | Q2   | HF   | AF   | AF   | 2    | HF   | HF   | S    | VF   | 1 × S    |
| Kanada               | —    | —    | AF   | 1    |      | HF   | AF   | AF   | VF   | —    | 1 × HF   |
| Wuhan                | —    | —    | S    | S    |      |      |      |      | S    |      | 3 × S    |
| Peking               | —    | Q1   | VF   | 2    |      |      |      | VF   | VF   |      | 3 × VF   |
| Guadalajara          |      |      |      |      |      |      | 2    | 2    |      |      | 2 × 2R   |
| Olympische Spiele    | —    |      |      |      | 2    |      |      |      | —    |      | 1 × 2R   |
| Billie Jean King Cup | PO   | F    | 1    | HF   | RR   | RR   | —    | —    | —    |      | 1 × F    |

Zeichenerklärung: S = Turniersieg; F, HF, VF, AF = Einzug ins Finale, Halb-, Viertel-, Achtelfinale; 1, 2, 3 = Ausscheiden in der 1., 2., 3. Haupt- / Finalrunde; Q1, Q2, Q3 = Ausscheiden in der 1., 2. 3. Qualifikationsrunde; RR = Round Robin (Gruppenphase); nicht ausgetragen oder andere Kategorie; PO (Playoff), P2 = Auf-/Abstiegsrunde zur Weltgruppe I/II im Fed Cup; W2, K1, K2, K3 = Teilnahme in der Weltgruppe II, Kontinentalgruppe I, II, III im Fed Cup.

### Doppel
| Turnier         | 2018 | 2019 | 2020  | 2021 | Karriere |
| --------------- | ---- | ---- | ----- | ---- | -------- |
| Australian Open | 1    | AF   | VF    | S    | S        |
| French Open     | —    | HF   | 2     | —    | HF       |
| Wimbledon       | 2    | VF   | n. a. | —    | VF       |
| US Open         | AF   | S    | VF    | —    | S        |

## Auszeichnungen
- WTA Spielerin des Jahres – 2024[3]